# Campodorus aequabilis
Campodorus aequabilis  (лат.) — вид мелких наездников-ихневмонид (Ichneumonidae) рода Campodorus из подсемейства Ctenopelmatinae (Mesoleiini). Северная  Европа, Россия (северный Урал и устье Лены).
Мелкие наездники (длина переднего крыла около 5 мм). Птеростигма светло-рыжая. Клипеус и жвалы красновато-жёлтые. Лицо, среднеспинка и тергиты брюшка чёрные. Задние голени рыжеватые. Коготки лапок незазубренные. Предположительно, как и другие виды рода, паразитируют на пилильщиках из семейства Tenthredinidae.  
Вид был впервые описан в 1876 году шведским энтомологом Августом Холмгреном (1829–1888).